# La Riviera (Uruguay)
Pour les articles homonymes, voir Riviera.
La Riviera ou La Ribiera est une ville de l'Uruguay située dans le département de Rocha. Sa population est de 37 habitants.

## Population
| Année | Population |
| ----- | ---------- |
| 1963  | –          |
| 1975  | –          |
| 1985  | –          |
| 1996  | –          |
| 2004  | 37         |

,